# ليال باري
ليال باري (بالإنجليزية: Lyall Barry) هو سباح نيوزلندي، ولد في 15 مايو 1926 في إنفركارجل في نيوزيلندا، وتوفي في 3 أكتوبر 2003 في كرايستشرش في نيوزيلندا.

## روابط خارجية
- ليال باري على موقع اللجنة الأولمبية النيوزيلندية (الإنجليزية)
- ليال باري على موقع اتحاد ألعاب الكومنولث (مؤرشف) (الإنجليزية)